# Campo Novo de Rondônia
Campo Novo de Rondônia é um município brasileiro do estado de Rondônia.